# Superman: Escape from Krypton
Ne doit pas être confondu avec Superman Escape.
Superman: Escape from Krypton (anciennement Superman: The Escape) sont des strata montagnes russes lancées navette racing situées à Six Flags Magic Mountain à Valencia, en Californie. L'attraction est ouverte depuis le 15 mars 1997. Elles sont similaires à Tower of Terror mis à part qu'elles sont un peu plus hautes et disposent de deux parcours pour un meilleur débit.
Les montagnes russes Superman: The Escape étaient censées ouvrir au public en 1996. À cause de problèmes techniques, seuls les détenteurs de Pass annuels ont pu les découvrir en fin de saison 1996 ; les autres visiteurs ont dû attendre la saison suivante.
Sur une vidéo officielle diffusée en octobre 2010, plusieurs nouveautés de la saison 2011 du parc Six Flags Magic Mountain furent présentées.
Six jours plus tard, Six Flags Magic Mountain a annoncé officiellement la rénovation de Superman: The Escape, qui entraîne par la même occasion son renommage en Superman: Escape from Krypton, l'ajout d'une nouvelle fonctionnalité de lancement des voitures vers l'arrière et de nouvelles couleurs.
Depuis le 10 novembre 2024, Superman : Escape from Krypton sont les deuxiemes plus hautes et plus rapides montagnes russes du monde.

## Statistiques
- Capacité : 1 050 personnes par heure
- Accélération : 4,5 g
- Accélération maximale : de 0 à 160,9 km/h en 7 secondes
- Trains : un seul train de 14 places par voie. Les passagers sont assis à quatre au premier rang, puis toujours à quatre sur les 2 autres rangées, puis seulement à deux au dernier rang. Le train est équipé de quatre grandes roues : celles de l'avant font 66 cm de diamètre, celles de l'arrière environ 76 cm.
- Option : 6,5 secondes d'airtime.

## Galerie

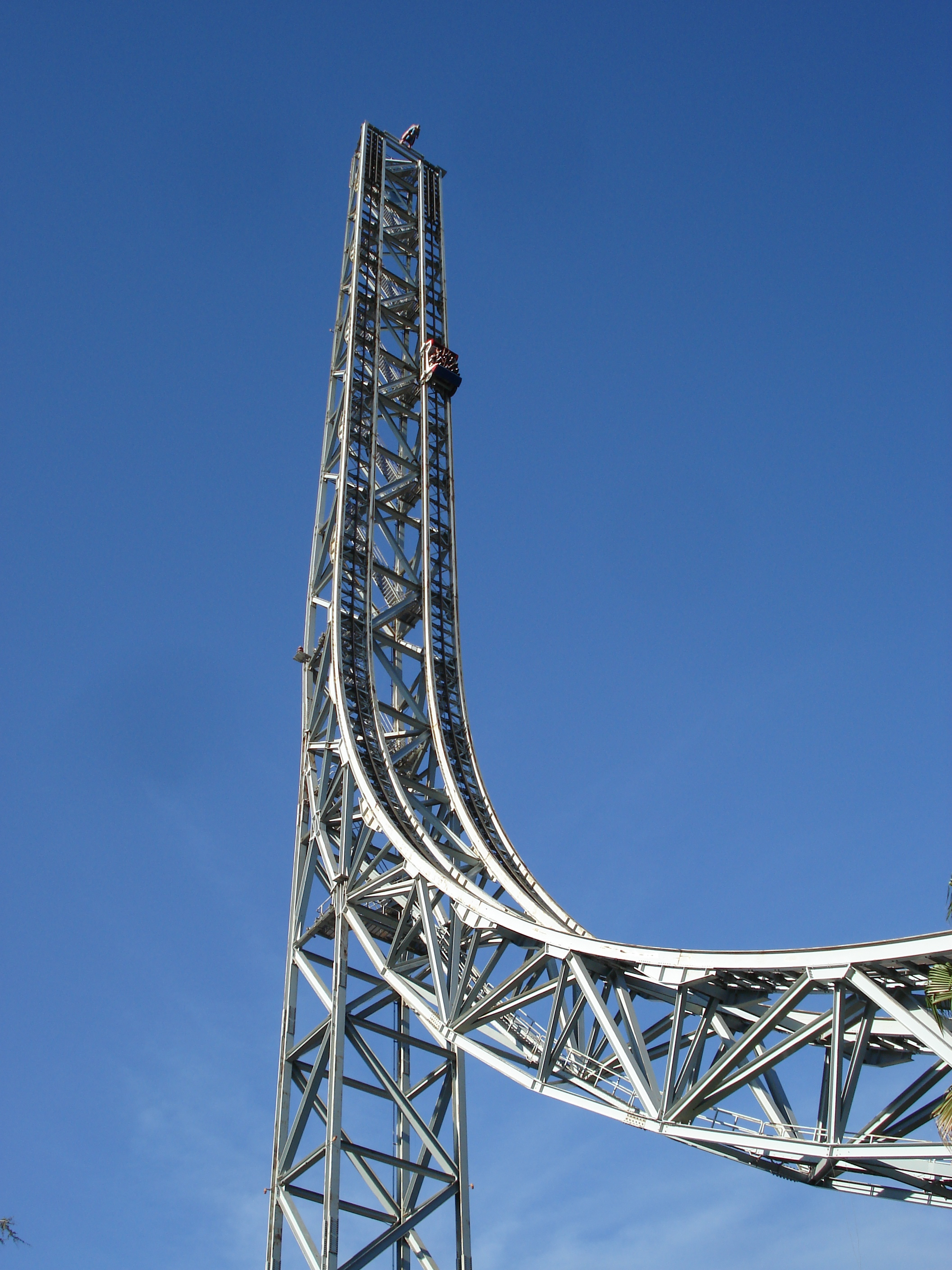
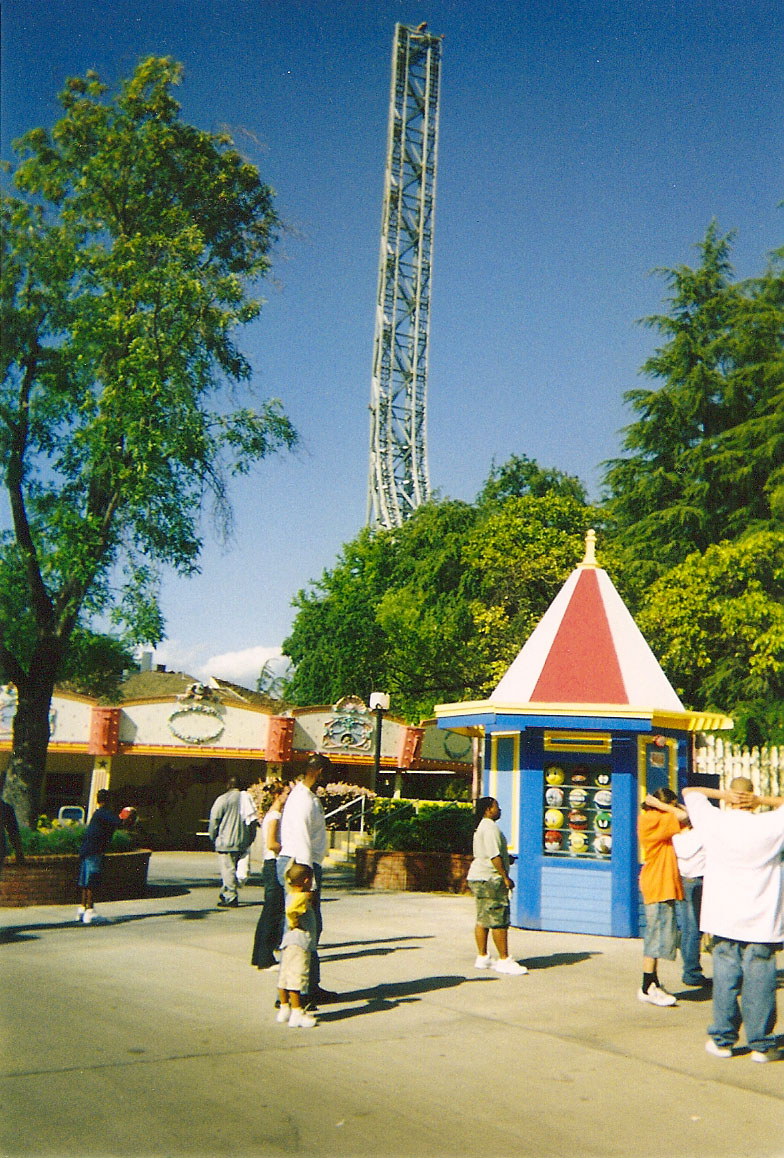
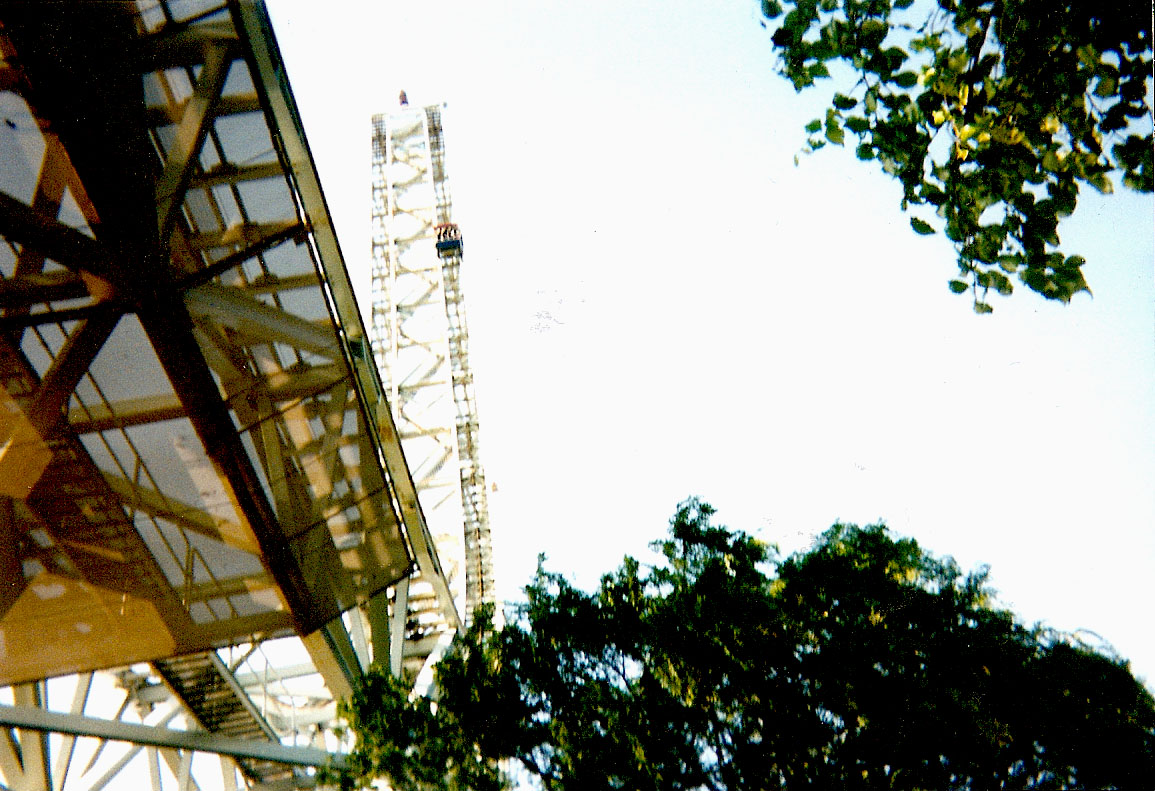
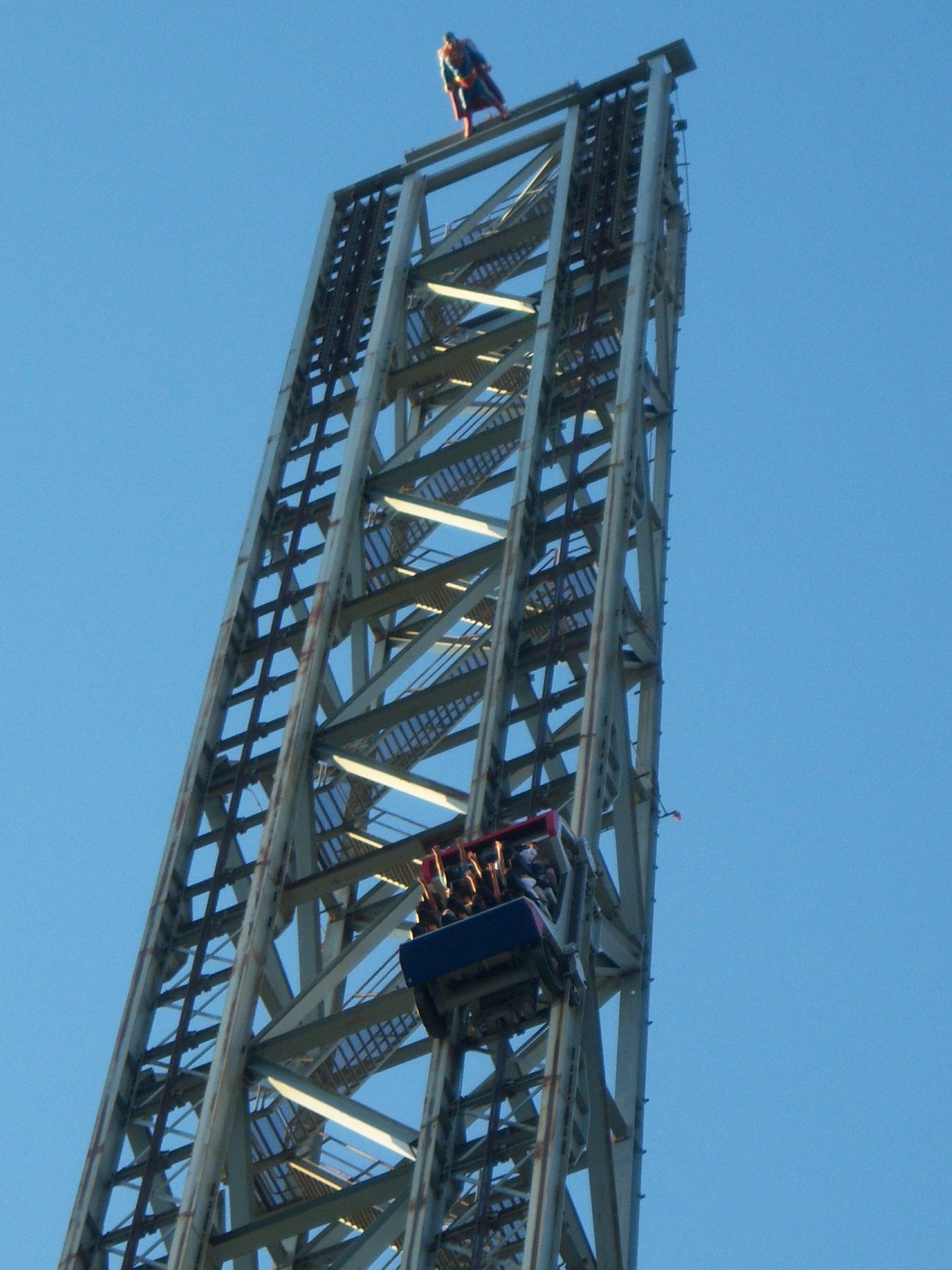

- Vidéo d'un lancement.